# Lavaveix-les-Mines
 Lavaveix-les-Mines  (La Vavetz en occitano) es una comuna (municipio) de Francia, en la región de Lemosín, departamento de Creuse, en el distrito de Aubusson y cantón de Chénérailles (es la comuna más poblada del cantón). 
Su población en el censo de 1999 era de 838 habitantes.
Está integrada en la Communauté de communes de Chénérailles, de la que es la mayor población.